# Melanasomyia flavipalpis
Melanasomyia flavipalpis là một loài ruồi trong họ Tachinidae.